# اتحاد الشباب الشيوعي الإسباني
اتحاد الشباب الشيوعي الإسباني هي منظمة الشباب للحزب الشيوعي الإسباني في إسبانيا.
اندمج اتحاد الشباب الشيوعي الإسباني مع الشباب الاشتراكي الإسباني لتشكيل الشباب الاشتراكي الموحد في عام 1936، وفقًا لخطوط السياسة الصديقة لمفهوم الجبهة الشعبية التي تم تأسيسها في المؤتمر العالمي السابع للكومنترن.
أعيد تشكيله رسميًا في عام 1961.
اتحاد الشباب الشيوعي الإسباني عضو في اتحاد الشباب الديمقراطي العالمي.